# Caledoniscincus
Caledoniscincus – rodzaj jaszczurek z podrodziny Lygosominae w obrębie rodzinie scynkowatych (Scincidae).

## Zasięg występowania
Rodzaj obejmuje gatunki występujące w Nowej Kaledonii (Nowa Kaledonia, Île des Pins, Wyspy Lojalności i Île Môrô) i Vanuatu. 

## Systematyka
Rodzaj zdefiniował w 1987 roku australijski herpetolog Ross Allen Sadlier w artykule poświęconym rewizji taksonomicznej nowokaledońskich scynków, opublikowanym w czasopiśmie „Records of the Australian Museum”. Gatunkiem typowym jest (oryginalne oznaczenie) Caledoniscincus austrocaledonicus.

### Etymologia
Caledoniscincus: łac. Caledonia ‘wyżyny Szkocji’ (tu w odniesieniu do Nowej Kaledonii); scincus ‘rodzaj jaszczurki, scynk’.

### Podział systematyczny
Do rodzaju należą następujące gatunki: 
- Caledoniscincus aquilonius Sadlier, Bauer & Colgan, 1999
- Caledoniscincus atropunctatus (Roux, 1913)
- Caledoniscincus auratus Sadlier, Bauer & Colgan, 1999
- Caledoniscincus austrocaledonicus (Bavay, 1869)
- Caledoniscincus bodoi (Börner, 1980)
- Caledoniscincus chazeaui Sadlier, Bauer & Colgan, 1999
- Caledoniscincus constellatus Sadlier, Whitaker, Wood & Bauer, 2012
- Caledoniscincus cryptos Sadlier, Bauer & Colgan, 1999
- Caledoniscincus festivus (Roux, 1913)
- Caledoniscincus haplorhinus (Günther, 1872)
- Caledoniscincus notialis Sadlier, Smith, Bauer & Wood, 2013
- Caledoniscincus orestes Sadlier, 1987
- Caledoniscincus pelletieri Sadlier, Whitaker, Wood & Bauer, 2014
- Caledoniscincus renevieri Sadlier, Bauer & Colgan, 1999
- Caledoniscincus terma Sadlier, Bauer & Colgan, 1999